# Memorialul Revoluției din Timișoara
Memorialul Revoluției din Timișoara  (deutsch Gedenkstätte der Revolution in Timișoara) ist eine Stiftung, die am 26. April 1990 gegründet wurde. Ziel der Stiftung ist die Erforschung und Aufklärung der Ereignisse der Revolution vom Dezember 1989, die letztendlich zum Sturz des Ceausescu-Regimes in Rumänien geführt haben, sowie das Andenken an die Opfer der Revolution zu bewahren.

## Gründung
Bei ihrer Gründung 1990 hatte die Stiftung Asociaţia Memorialul Revoluţiei 16-22 Decembrie 1989 als Forschungsobjekt die Dokumentation der Helden der Revolution in den Tagen vom 16. bis zum 22. Dezember in Timișoara. Allmählich dehnte sie ihr Forschungsgebiet auf ganz Rumänien aus und dokumentiert derzeit auch die Ereignisse der Revolutionstage in Cluj, Bukarest und Sibiu. Die Stiftung besteht seit 1996 als Nationales Dokumentations-, Forschungs- und Informationszentrum zur Aufklärung der Ereignisse der Revolution von 1989 in Rumänien (rumänisch Centrul Naţional de Documentare, Cercetare și Informare Publică privind Revoluţia din Decembrie 1989). Im Jahre 2000 wurde die Stiftung per Gesetz (Legea nr. 46/2000) zu einer Organisation von nationaler Bedeutung erklärt und wird allgemein unter der gängigen Bezeichnung Memorialul Revoluției din Timișoara geführt.

## Sitz

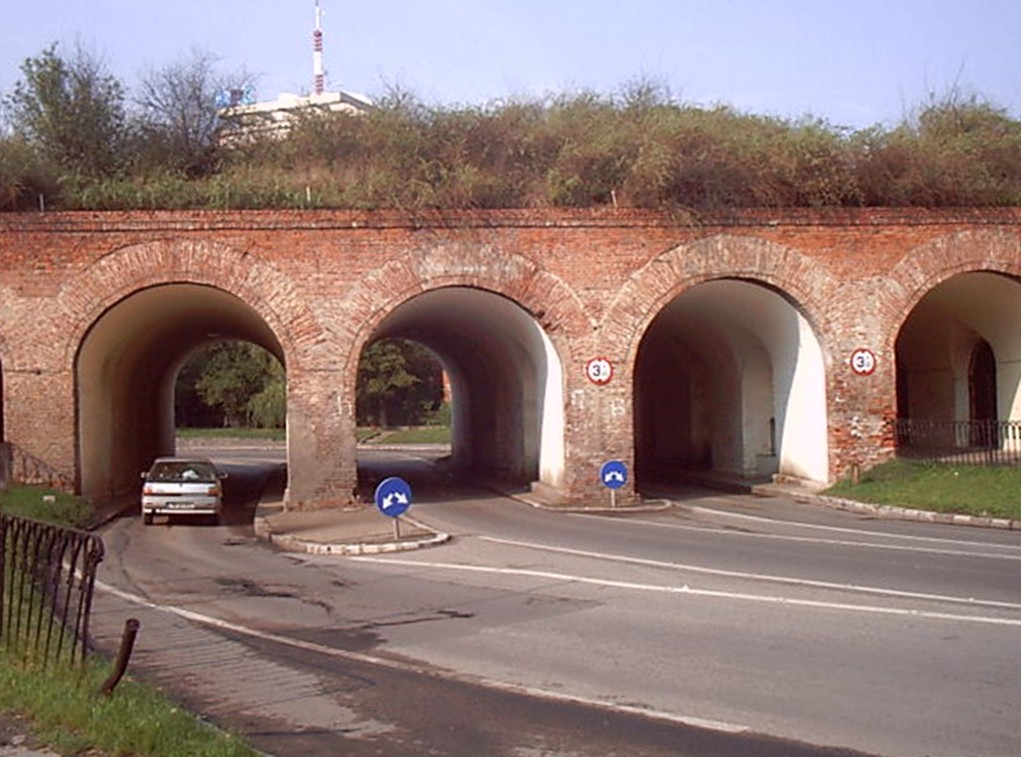
Theresienbastei Timișoara

Die Stiftung Memorialul Revoluției din Timișoara hat ihren Sitz im alten Stadtkern Cetate, in der Strada Emanoil Ungureanu Nummer 8, in unmittelbarer Nähe des Domplatzes. Leiter der Stiftung ist Traian Orban. Das Gebäude, in dem die Stiftung ihren Sitz hat, stammt aus dem 18. Jahrhundert.
Es wurde 1948 im Zuge der Verstaatlichung (Nationalisierung) enteignet. Die ehemaligen Besitzer erhielten Anfang der 1990er-Jahre eine Entschädigung. 1995 verpachtete die Stadtverwaltung das Grundstück samt Gebäude für 99 Jahre an die Stiftung. Da das Gebäude bei der Übernahme in einem desolaten Zustand war, wurde es von der Stiftung für 17 Milliarden alte Lei, also knapp eine halbe Million Euro, aufwendig renoviert und aufgestockt. Die Finanzierung erfolgte aus Spendengeldern und staatlichen Zuwendungen. Der Wert der Immobilie ist inzwischen infolge der allgemeinen Preissteigerung und der aufwendigen Renovierung erheblich gestiegen. Eine Gesetzesänderung ermöglichte den ehemaligen Besitzern das Gebäude samt Grundstück zurückzufordern.
Nach einem Gerichtsentscheid von 2010 über die Rückgabe der Immobilie wurden der Stiftung von der Stadtverwaltung Räumlichkeiten in der frisch renovierten Maria-Theresia-Bastei zur Verfügung gestellt. Dort sind vorerst die Ausstellungsräume eingezogen. Das Dokumentationszentrum befindet sich vorläufig noch in der Strada Emanoil Ungureanu, muss aber innerhalb von zwei Jahren das Gebäude räumen. Für einen kompletten Umzug in die Theresienbastei fehlt es dort jedoch an den entsprechenden Räumlichkeiten.
Nach einem jahrelangen Disput wurde Ende Oktober 2011 endlich eine Lösung für die Revolutionsgedenkstätte gefunden. Das Gebäude der Temeswarer Militärgarnison an der Strada Oituz wurde durch einen Regierungsbeschluss dem Kulturministerium übertragen, dieses schenkte seinerseits das Gebäude der Stiftung Memorialul Revoluției. Das Grundstück umfasst insgesamt 1600 Quadratmeter, wobei die bebaute Fläche 850 Quadratmeter beträgt. Das Gebäude wurde für 43 Jahre der Revolutionsgedenkstätte zugeschrieben mit der Option, diese Zeitspanne zu verlängern.

## Tätigkeit
Die Stiftung dokumentiert die Ereignisse der Revolution vom Dezember 1989 und informiert die breite Masse über die Forschungsergebnisse. Um die Ursachen und Zusammenhänge besser zu erkennen, widmet sich die Stiftung auch der Erforschung der kommunistischen Ära in Rumänien sowie der Zusammenhänge der rumänischen Revolution mit den Ereignissen von 1989 in Südosteuropa.
Zu diesem Zweck veröffentlicht die Stiftung Faltblätter, Zeitschriften, Bücher, Bildbände, Videofilme. Sie organisiert Symposien, Konferenzen und Ausstellungen zum Thema Revolution und errichtete eine Gedenkstätte und mehrere Denkmäler zu Ehren der Helden der Revolution. Die Stiftung unterstützt Studenten und Schüler bei ihren Forschungsarbeiten zum Thema Revolution. Durch Dauerausstellungen und Videopräsentationen wird die Breitenarbeit zur Information über die Ergebnisse der Forschungsarbeiten der Stiftung vervollständigt.

## Abteilungen
Die Stiftung besteht aus mehreren Abteilungen:

### Dokumentations- und Forschungszentrum
Das Dokumentations- und Forschungszentrum umfasst zahlreiche Original-Dokumente, die die Ereignisse der Revolution belegen, wie Bilder, das Manifest der Revolutionäre, die Liste der im Bukarester Krematorium Cenușa eingeäscherten Revolutionsopfer aus Timișoara, Zeitzeugenaussagen.

### Bibliothek und Pressearchiv
Die Bibliothek umfasst eine Vielzahl von Bänden mit wissenschaftlichen Dokumentationen und literarischen Beiträgen zum Thema Revolution in Rumänien. Eine umfangreiche Sammlung von Zeitungen, die über die Revolution in Rumänien berichteten, wie Adevărul, Drapelul roșu, Evenimentul Zilei, Luptătorul Bănăţean, Oblo, Orizont, Revista 22, Strict secret, Timișoara, Ziua, Victoria, Ziua de Vest sind im Pressearchiv untergebracht.

### Kapelle Helden der Revolution
Die Kapelle Helden der Revolution wurde 2002 dank finanzieller Unterstützung der Banater Metropolie eingeweiht. Die Innenmalerei stammt von dem Maler Manole Pătrașcu.

### Audio- und Videoarchiv (Auswahl)
- Kurze Monografie von Timișoara, Dauer 10 Minuten, Vorführungen in rumänischer, deutscher, englischer und französischer Sprache
- Die Revolution in Rumänien 1989, Dauer 30 Minuten, Vorführungen in rumänischer, deutscher, englischer, französischer und ungarischer Sprache
- Die 12 Denkmäler zu Ehren der Helden der Revolution in Timișoara, Dauer 40 Minuten, Vorführungen in rumänischer, englischer, französischer und ungarischer Sprache
- Die kommunistische Ära in Rumänien, Dauer 50 Minuten, Vorführungen in rumänischer, deutscher, englischer und französischer Sprache

### Museum „Memorial“
Die Gedenkstätte beherbergt ein Museum und mehrere Dauerausstellungen:
- Ceausescu – Personenkult
- Chronologie des kalten Krieges
- Die rumänische Revolution in Dokumenten, Zeitungsausschnitten, Bildern und Sachgegenständen
- Denkmäler zu Ehren der Helden der Revolution in Bildern
- Die Revolution in der nationalen und internationalen Presse

Am 20. Dezember 2012 wurde im Beisein des Bürgermeisters der Stadt Temeswar „Nicolae Robu“ ein Originalsegment der Berliner Mauer als Geschenk der Bundeshauptstadt Berlin vor dem Museum der Rumänischen Revolution „Memorial“ enthüllt. Zugegen waren auch der Leiter des Museums „Traian Orban“ und der Konsul der Bundesrepublik Deutschland „Klaus Christian Olasz“.

### Denkmäler

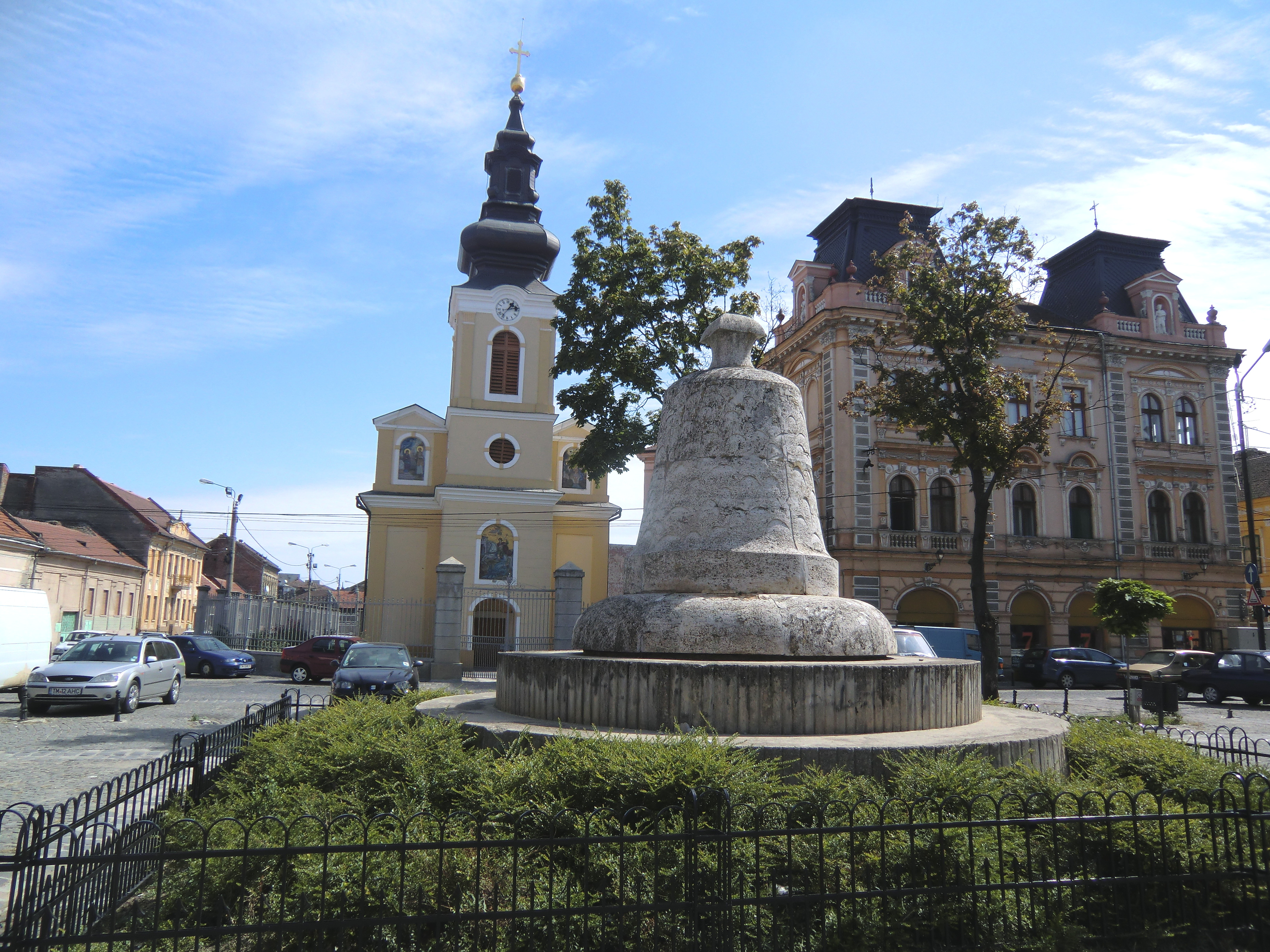
Freiheitsglocke auf dem Piața Traian

Die Stiftung gründete eine Gedenkstätte auf dem Heldenfriedhof (rumänisch Cimitirul Eroilor) an der Calea Aradului sowie zwölf weitere Denkmäler in verschiedenen Stadtteilen, in denen es Todesopfer gab, zu Ehren der Helden der Revolution:
- Omul ținta (Zielscheibe Mensch), Bronzestatue von Bela Sakats vor der Kirche der Barmherzigen Brüder am Piața 700
- Fântâna Martilrilor (Märtyrerbrunnen) von Victor Gaga, hinter der Banater Philharmonie
- Martiri (Märtyrer), Bronzestatue von Petru Jecza, hinter dem Schloss Hunyadi
- Învingatorul (Der Sieger), Bronzestatue von Constantin Popovici, am Bulevardul Take Ionescu
- Evoluție (Evolution), Bronzestatue von Gheorghe Iliescu-Călinești, neben dem Hotel Continental
- Eroica (Heroika), Bronzestatue von Paul Vasilescu, an der Calea Lipovei
- Clopotul Libertații (Freiheitsglocke) von Ștefan Călărășanu, auf dem Piața Traian
- Biserica Plângatoare (Weinende Kirche) von Marian Zidaru, auf dem Piața Alexandru Mocioni
- Deschidere (Öffnung), Stahldenkmal, an der Calea Martirilor 1989
- Martiri Studenți (Studentenmärtyrer) von Stefan Keleman, auf dem Campus der West-Universität Temeswar in der Strada Cluj
- Sfântul Gheorghe (Heiliger Georg), Bronzestatue von Silvia Radu, auf dem Piața Sfântul Gheorghe
- Pieta (Pieta), Bronzestatue von Petru Jecza an der Decebal-Brücke

### Publikationen (Auswahl)
Die Stiftung brachte mehrere eigene Publikationen, die den Ereignissen der Revolution von 1989 gewidmet sind, heraus:
- Damals zitterten wir vor Angst (Bildband), 1999
- Fragen mit und ohne Antworten, Verlag Mirton 2001
- Dokumentation ’89 – Der Prozess von Timișoara, Vol. I, Verlag Mirton 2004
- Dokumentation ’89 – Der Prozess von Timișoara, Vol. II, Verlag Mirton 2004
- Dokumentation ’89 – Der Prozess von Timișoara, Vol. III, Verlag Mirton 2005
- Dokumentation ’89 – Der Prozess von Timișoara, Vol. IV, Verlag Mirton 2006
- Dokumentation ’89 – Der Prozess von Timișoara, Vol. V, Verlag Mirton 2007
- Memorial 1989, Wissenschafts- und Informationsblatt, Nr. 1; 2/2007, 2007
- Online-Zeitschrift Memorial[14]

### Veranstaltungen (Auswahl)
Durch Veranstaltungen werden die Ereignisse der Revolution veranschaulicht und erläutert:
- Ausstellung über die Revolution von 1989 in Timișoara und Caransebeș[15]
- Ausstellung über die Revolution von 1989 in Jimbolia und Sânnicolau Mare,[16]
- Ausstellung 20 Jahre danach, Fotografien aus den Tagen der Revolution von 1989[17]
- Chronologie des Kalten Krieges[18]
- Foto-Dokumentation, Ausstellung in Mannheim[19]
- Bilder der Revolution von 1989, Ausstellung in Gera[20]
- Besuch der königlichen Familie in der Stiftung Memorialul Revoluției Timișoara[21]